# منتخب كوريا الجنوبية لكرة قدم الصالات للسيدات
منتخب كوريا الجنوبية لكرة قدم الصالات للنساء (هانغل: 대한민국 여자 풋살 국가대표팀) هو ممثل كوريا الجنوبية الرسمي في المنافسات الدولية في كرة الصالات في فئة كرة القدم للسيدات.